# Масијела Луша
Масијела Луша (алб. Masiela Lusha; 23. октобар 1985) албанско-америчка је глумица, песникиња и хуманитарац. У улози глумице први пут се нашла 2001. године, а исте године појавила се у серији Лизи Мегвајер. Касније се појављивала у многим другим серијама од којих су најпознатије Ред и закон: Злочиначке намере и Без љутње, молим.
Издала је осам дела где спадају и књиге за децу, а преводила је и молитве Мајке Терезе.

## Дела
- Inner Thoughts (1999)
- Drinking the Moon (2005)
- Amore Celeste (2009)
- The Call (2010)
- The Living Air (2016)
- The Besa (2008)
- Boopity Boop! Writes Her First Poem (2010)
- Boopity Boop! Goes To Hawaii (2010)